# Scafismus
Scafismus je stará perská metoda popravy. Slovo pochází z řeckého slova σκάφη (skáphe), tedy vydlabaná loď.

## Průběh
Oběť je připoutána ke člunu. Poté je násilím překrmena medem s mlékem. Tím samým je pak také potřena. Poté je přikryta další lodí, aby byla odhalen pouze hlava a končetiny. Poté byl vypuštěn na rybník či jakoukoliv vodní plochu. Oběť kvůli potravě dostane silný průjem a to v kombinaci s medem a mlékem přiláká hmyz. Ten do těla oběti nakladl vajíčka. Odsouzený pak zemřel buď na dehydrataci, vysílení nebo nejčastěji sepsi.

## Historické prameny
Popravu jako první zmiňuje Ktésias, a poté ji podrobně popsal Plútarchos ve svých Životopisech, konkrétně životopise Artaxerxe, kdy popisuje popravu Mithridata:
Usmrcování v neckách se děje takto. Vezmou se dvoje troky, které jsou zhotoveny tak, aby k sobě těsně přiléhaly, a do jedněch se naznak položí trestanec. Potom se druhé troky položí na ně a spojí tak, aby hlava, ruce a nohy přečnívaly, zatímco ostatní tělo je přikryto. Tomu člověku dávají jíst, a jestliže nechce, nutí jej bodáním do očí. Po jídle mu vlijí do úst mléko smíchané s medem, aby se napil, a zároveň mu tím polijí obličej. Pak mu obracejí oči vždy proti slunci a brzy je jeho obličej pokryt hejny much, které na něm usedly. Protože i uvnitř necek člověk dělá to, co je možno očekávat od lidí, kteří jedí a pijí, vznikají rozkladem a hnitím z výkalů červi různého druhu, kteří zalézají dovnitř těla a celé je rozežírají. Když pak je zjevné, že ten člověk je mrtev, sejmou horní necky. Tu je možno pozorovat, že maso je ohlodáno a na vnitřnostech visí množství takových živočichů, kteří je rozežírají. Tak také po sedmnáctidenním mučení zemřel Mithridatés.
Není jisté, zda tento způsob popravy není pouze výmysl starořecké literatury, konkrétně nespolehlivého fabulátora Ktésia a výrazně antipersky zaměřeného Plútarcha. Domácí perské prameny z doby dynastie Achajmenovců ani z pozdějších dob se o tomto trestu nezmiňují, ačkoli se v nich běžně uvádějí jiné brutální formy trestu smrti, jako je naražení na kůl nebo rozčtvrcení. Pro reálnou existenci skafismu také chybějí jakékoli archeologické doklady.
Je však potvrzeno, že kolem roku 1730, za vlády knížete Leopolda Anhaltsko-Desavského, bylo v Německu používáno k vynucení doznání podobné zařízení, nazvané Desavské (mučicí) koryto.

## V kultuře
- William Shakespeare ve své hře Zimní pohádka použil popis této popravy, když Autolycus říká pastýři a jeho synovi, že protože se Perdita zamilovala do prince, bude její otec ukamenován, zatímco adoptivní bratr bude vystaven trestu právě scafismu. Shakespeare podrobně popsal tuto metodu.
- V dílu „The Bellicose Proxy“ seriálu The Venture Bros byla popsána tato technika mučení.
- V dílu „Ancient History“ seriálu Instinct je ukázána oběť tohoto mučení.